# Грун (Долина Аосте)
Грун је насеље у Италији у округу Долина Аосте, региону Долина Аосте.
Према процени из 2011. у насељу је живело 34 становника. Насеље се налази на надморској висини од 981 м.